# Littérature azerbaïdjanaise
 (septembre 2017).
Si vous disposez d'ouvrages ou d'articles de référence ou si vous connaissez des sites web de qualité traitant du thème abordé ici, merci de compléter l'article en donnant les références utiles à sa vérifiabilité et en les liant à la section « Notes et références ».

Répartition géographique de l'azéri ou turc azerbaïdjanais.

La littérature de l'Azerbaïdjan (azéri : Azərbaycan ədəbiyyatı) se réfère à la littérature écrite en azerbaïdjanais, une langue turque, qui est la langue officielle de la république d'Azerbaïdjan et est la première langue de la plupart des habitants de l'Azerbaïdjan iranien. Alors que la majorité du peuple azerbaïdjanais habite en Iran, la littérature moderne azerbaïdjanaise est largement produite dans la république d'Azerbaïdjan, où la langue a un statut officiel. Trois types d’écriture sont utilisés pour écrire l'azerbaïdjanais : l'alphabet azerbaïdjanais en république d'Azerbaïdjan, l'alphabet persan en Azerbaïdjan iranien et le cyrillique avec l'alphabet russe en Russie.
Les premières productions de la littérature azerbaïdjanaise datent de la fin des années 1200 après l'arrivée des Oghouzes dans le Caucase et ont été écrites en perso-arabe. Plusieurs auteurs ont contribué à développer la littérature de l’Azerbaïdjan depuis les années 1300 jusqu'aux années 1600 et la poésie occupe une place prépondérante dans leurs œuvres. Vers la fin du XIXe siècle, la littérature populaire, comme celle publiée dans les journaux, a commencé à être publiée en langue azerbaïdjanaise. La production d'œuvres écrites en azerbaïdjanais a été interdite en Iran sous le règne de Reza Chah (1925-1941), et, en république socialiste soviétique d'Azerbaïdjan, la campagne menée pendant la Terreur rouge sous Staline a visé des milliers d'écrivains azerbaïdjanais, des journalistes, des enseignants, des intellectuels et d'autres et a entraîné la fusion de l’alphabet azerbaïdjanais avec l'alphabet cyrillique.
La littérature moderne azerbaïdjanaise est presque exclusivement produite en république d'Azerbaïdjan et, bien qu'il soit largement parlé dans l'Azerbaïdjan iranien, l'azerbaïdjanais n'est pas enseigné dans les écoles et les publications en azerbaïdjanais ne sont pas facilement disponibles.

## Les deux traditions de la littérature de l’Azerbaïdjan
Pendant la plus grande partie de son histoire, la littérature de l’Azerbaïdjan a relevé de deux traditions différentes, dont aucune n'a exercé d'influence sur l'autre jusqu'au XIXe siècle : la littérature folklorique et la littérature écrite.
La différence essentielle entre la littérature folklorique et la littérature écrite réside dans la variété du langage employé. La tradition folklorique, en gros, est restée orale et indépendante des littératures perse et arabe. Dans le genre de la poésie folklorique, qui domine dans cette tradition, la métrique employée est quantitative (syllabique), et donc différente de celle employée dans la littérature écrite, qui est accentuelle. La structure de base y est le quatrain (azerbaijanais : dördmisralı) au lieu du couplet (azerbaïdjanais : beyt) de la poésie écrite.
De plus, la poésie folklorique azerbaïdjanaise a toujours été en relation étroite avec le chant (la plupart des poèmes étaient composés pour être chantés) et donc ne peut être séparée de la musique folklorique azerbaïdjanaise.
Au contraire, la littérature écrite a subi l'influence des littératures perse et arabe, depuis le Sultanat de Roum (fin du XIe siècle-début du XIVe siècle) où la langue des affaires était le persan plutôt que le turc et où un poète de cour comme Dehhâni (tr), au XIIIe siècle sous Ala ad-Din Kay Qubadh I, écrivait dans une langue très influencée par le persan.
Sous les Séfévides, au début du XVIe siècle, dans l'Iran azerbaïdjanais, cette tradition perdura. La forme poétique par excellence dérivait directement de la tradition littéraire perse (le ghazal غزل; le style masnavi مثنوی) ou indirectement de l'arabe à travers le persan (le qasida صيده). Néanmoins, la décision d'adopter ces formes poétiques eut deux conséquences importantes : la métrique (azerbaïdjanais : aruz) du persan fut adoptée ; des mots d'origine persane et arabe furent adoptés en grand nombre en azerbaïdjanais. Cette façon d'écrire influencée par le persan et l'arabe fut appelée « littérature de Diwan » (azerbaïdjanais : divan ədəbiyatı), diwan (ديوان) étant le mot azerbaïdjanais employé pour désigner le recueil des œuvres d'un poète.

## La littérature folklorique azerbaïdjanaise
La littérature folklorique azerbaïdjanaise est une tradition orale profondément enracinée, dans sa forme, dans les traditions des nomades d'Asie centrale. Cependant, la littérature folklorique azerbaïdjanaise reflète les problèmes propres à un peuple sédentaire (ou sédentarisé) qui a abandonné son mode de vie nomade. Un exemple en est la série de contes folkloriques entourant la figure de Keloğlan (en), un jeune garçon confronté aux difficultés de trouver une épouse, pour aider sa mère à garder la structure familiale et faire face aux problèmes causés par ses voisins. Un autre exemple est le personnage, plutôt mystérieux, de Nasreddin, un filou qui joue souvent des tours (si on peut les appeler ainsi) à ses voisins. Nasreddin est aussi le reflet d'un autre changement important survenu entre le moment où les Turcs étaient encore nomades et celui où ils furent majoritairement sédentarisés en Azerbaïdjan et en Anatolie : Nasreddin est un imam musulman. Les Turcs sont devenus musulmans vers le IXe ou Xe siècle, comme le prouve la claire influence islamique sur le Kutadgu Bilig écrit par le Qarakhanide Yusuf Khass Hajib au XIe siècle. La religion allait alors exercer une influence considérable sur la société et la littérature turque, particulièrement par les traditions mystiques du soufisme et du chiisme. L'influence du soufisme, par exemple, peut être relevée non seulement dans les contes autour de Nasreddin, mais aussi dans les œuvres de Yunus Emre, une figure éminente de la littérature turque, un poète qui vivait à la fin du XIIIe siècle et au début du XIVe siècle, probablement parmi les Karamanides, à l'époque des beylicats, au sud de l'Anatolie. L'influence du chiisme, elle, se reflète dans la tradition des aşıqs ou ozans qui peuvent être comparés aux ménestrels européens et qui, traditionnellement, étaient proches de l'alévisme, une variété turque du chiisme. Dans la culture turque, une nette séparation entre soufisme et alévisme est impossible, par exemple Yunus Emre est considéré par certains comme un alévi, alors que toute la tradition turque aşık/ozan est imprégnée par la pensée de l'ordre religieux des bektachis, qui est un mélange de concepts du chiisme et du soufisme. Le mot aşıq (littéralement : amant) est en fait le terme utilisé pour désigner les membres de base des bektachis.

### La poésie folklorique

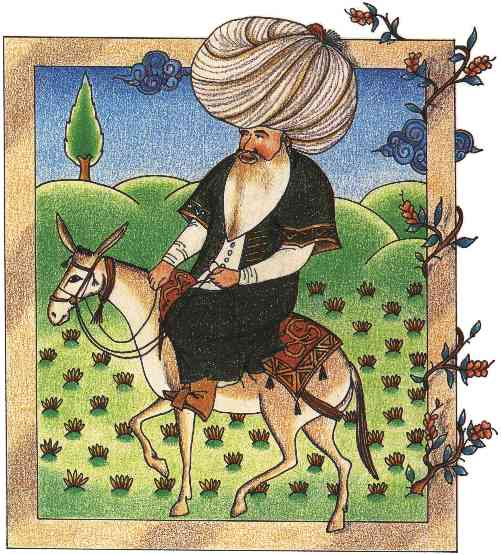
Nasreddin Hoca.

La tradition de la poésie folklorique dans la littérature azerbaïdjanaise, a été fortement influencée par les traditions soufies et chiites islamiques.
Il existe deux traditions de la poésie populaire azerbaïdjanaise :
- La tradition aşık / ozan
- La tradition explicitement religieuse, qui a émergé des lieux de rassemblement (tekkes) des ordres religieux soufis et des groupes chiites.

Une grande partie de la poésie et de la chanson de la tradition aşık / ozan, presque exclusivement orale jusqu'au XIXe siècle, reste anonyme. Il y a cependant quelques années d'expérience connues avant cette époque dont les noms ont survécu avec leurs œuvres : Köroğlu (XVIe siècle) précité ; Karacaoğlan (1606? -1689?), qui est peut-être le plus connu des années précédentes avant le XIXe siècle ; Dadaloğlu (1785? -1868?), qui a été l'un des derniers des grands aşıks avant que la tradition ne commence à diminuer légèrement à la fin du XIXe siècle ; et plusieurs autres. Les aşıks étaient essentiellement des ménestrels qui ont voyagé en Anatolie en interprétant leurs chansons sur le bağlama, un instrument de type mandolin dont les cordes appariées sont considérées comme ayant une signification symbolique dans la culture Alevi / Bektashi. Malgré le déclin de la tradition aşık / ozan au XIXe siècle, la tradition aşık connut une renaissance significative au XXe siècle grâce à des personnalités exceptionnelles comme Âşık Veysel (1894-1973), Aşık Mahzuni Şerif (1938-2002), Neşet Ertaş (en) (1938-2012) et d'autres. Une différence majeure de la tradition aşık / ozan, cependant, est que, dès le début, les mêmes poèmes ont été écrits dans la tradition tekke. En effet, ils ont été produits par des personnalités religieuses vénérées dans l'environnement lettré de la tekke, par opposition au milieu de la tradition aşık / ozan, où la majorité ne pouvait pas lire ou écrire. Les grandes figures de la tradition de la littérature tekke sont : Yunus Emre (1240 -1320?), qui est l'une des figures les plus importantes dans l'ensemble de la littérature turque, Süleyman Çelebi (-1422?), qui a écrit un long poème très populaire appelé Vesîletü'n-Necat (وسيلة النجاة « Les moyens de salut », mais plus communément connu sous le nom Mevlid), en ce qui concerne la naissance de Mahomet ; Kaygusuz Abdal (en) (1397?), qui est considéré comme le fondateur de la littérature alévi / Bektashi et Pir Sultan Abdal (-1560?).

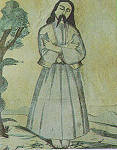
Kaygusuz Abdal.

## Littérature safavide
Les deux principaux courants de la littérature écrite safavide sont la poésie et la prose. La poésie, et plus spécifiquement la poésie de Diwan, est longtemps le courant dominant. Jusqu'au XIXe siècle, la prose safavide ne produit aucune œuvre de fiction.

### Diwan
La poésie de diwan est une forme d'art très ritualisée et symbolique. De la poésie persane, elle a hérité d'une grande richesse de symboles dont les significations et les interrelations — à la fois de similitude (مراعات نظير mura ât-je nazîr / تناسب tenâsüb) et d'opposition (تضاد tezâd) — étaient plus ou moins imposées. Exemples de symboles et d'oppositions courants :
- le rossignol (بلبل bülbül) — la rose (ﮔل gül)
- le monde (جهان cihan; عالم ‘âlem) — la roseraie (ﮔﻠﺴﺘﺎن gülistan; ﮔﻠﺸﻦ gülşen)
- l'ascète (زاهد zâhid) — le derviche (درويش derviş)

Comme l'opposition de l'ascète et du derviche le suggère, la poésie de diwan — tout comme la poésie folklorique azerbaïdjanaise — a été fortement influencée par le chiisme. Une des principales caractéristiques de la poésie de diwan, cependant, est un mélange de mystique soufie et d’éléments profanes voire érotiques. Ainsi, l’appariement entre le rossignol et la rose suggère en même temps deux relations différentes :
- la relation entre l'amant fervent (le rossignol) et la bien-aimée inconstante (la rose)
- la relation entre le praticien soufi individuel (qui est souvent caractérisé dans le soufisme comme un amant) et Allah (qui est considéré comme la source ultime et l'objet de l'amour).

De même, le monde se réfère simultanément au monde physique et au monde physique considéré comme la demeure du chagrin et de l'impermanence, alors que la roseraie se réfère simultanément au jardin au sens propre et au Jannah.
La poésie ottomane et la poésie safavide se sont influencées mutuellement. La poésie de diwan, entre le XVIe et XVIIIe siècles, fut influencée autant par des éléments perses que par des éléments turcs, jusqu'à ce que l'influence perse prédomine au début du XIXe siècle.

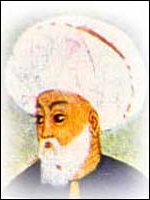
Fuzûlî, poète azerbaïdjanais.

Les poètes azerbaïdjanais, bien qu'inspirés et influencés par les classiques de la poésie persane, n'ont pas été des imitateurs aveugles des derniers. Un vocabulaire limité et une technique commune, ainsi que le même monde d'imagerie et de matière basé principalement sur des sources islamiques, ont été partagés par tous les poètes de la littérature islamique.
Parmi les poètes de ce mouvement :
- Fuzûlî (1483?–1556) ; poète qui a écrit en azerbaïdjanais, persan et arabe.
- Bâkî (1526–1600) ; poète dont l'habileté à se servir des tropes préétablis du Diwan est représentative de la poésie au temps de Soliman le Magnifique.
- Nef'i (1570?–1635) ; poète spécialiste de la Qasida, auteur de poèmes très satiriques qui conduisirent à son exécution.
- Nâbî (tr) (1642–1712) ; poète qui écrivit des poèmes à vocation sociale, critiques de la Période de stagnation (en).
- Nedîm (en) (1681?–1730) ; poète révolutionnaire de l'Ère des tulipes.
- Şeyh Gâlib (tr) (1757–1799) ; poète mevlevi (ordre soufi) spécialiste du Sebk-i Hindi (tr) (سبك هندى sebk-i hindî).

## Époque classique
La plus ancienne figure connue dans la littérature azerbaïdjanaise est Izzeddin Hasanoglu, dont le nom de plume est Pur Hasan Asfaraini. Son œuvre se compose de ghazals écrits en langue azerbaïdjanaise et perse,. Dans les ghazals persans, il utilise son pseudonyme, tandis que ses ghazals turcs sont composés sous son propre nom de Hasanoghlu.

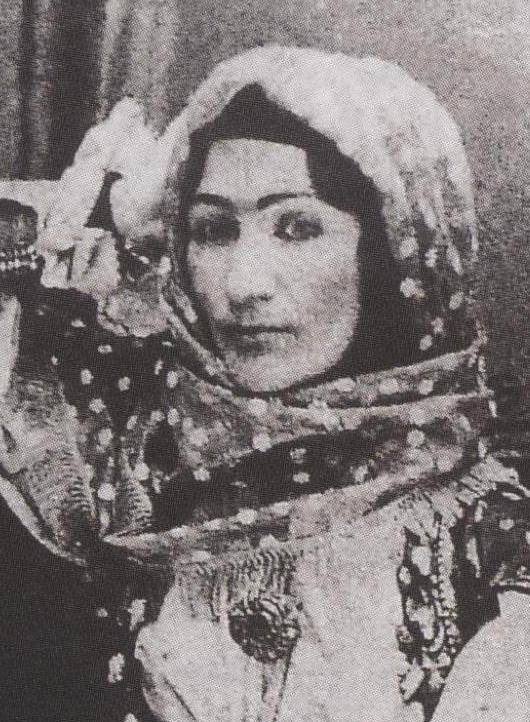
Khourchidbanou Natavan était la fille de Mahdiqoli Khan Javanshir, le dernier souverain du Khanat du Karabagh (1748-1822), elle est considérée comme l'un des meilleurs poètes lyriques de l'Azerbaïdjan.

Au XIVe siècle, l'Azerbaïdjan est sous le contrôle des confédérations tribales Qara Qoyunlu (appelés Moutons noirs turcomans) et Aq Qoyunlu (appelés Moutons blancs turcomans). Parmi les poètes de cette période : Kadi Burhaneddin Ahmed, Jihan Shah (avec comme nom de plume Haqiqî) et Habibî.
La fin du XIVe siècle voit le début de l'activité littéraire d'Imadeddin Nesimî, l'un des plus grands poètes mystiques hurufistes de la fin du XIVe siècle et du début du XVe siècle,,, et l'un des plus importants poètes du Diwan dans l'histoire littéraire turque, qui a également composé en persan et en arabe. Les styles du Diwan et celui du Ghazal, introduits par Nesimî dans la poésie azerbaïdjanaise au XVe siècle, ont été développés par les poètes Qasem-e Anvar, Fuzûlî et Khatai (pseudonyme de Ismail Ier).
Le Livre de Dede Korkut qui se compose de deux manuscrits copiés au XVIe siècle n'a pas été écrit plus tôt que le XVe siècle,. Il collectionne douze histoires reflétant la tradition orale des nomades Oghuz. Étant donné que l'auteur regroupe à la fois les dirigeants Aq Qoyunlu et Ottoman, on a pu penser que la composition appartient à quelqu'un vivant entre l'Aq Qoyunlu et Empire ottoman. Selon Geoffery Lewis, un substrat plus ancien de ces traditions orales date des conflits entre l'ancien Oghuz et ses rivaux turcs en Asie centrale (les Pechenegs et les Kipchaks). Cependant, ce substrat fait référence aux campagnes du XIVe siècle de la Confédération. Aq Qoyunlu des tribus turques contre les Géorgiens, les Abkhazes et les Grecs à Trabzon.
Le poète du XVIe siècle, Fuzûlî, produit des Qazals philosophiques et lyriques intemporels en arabe, persan et azerbaïdjanais. Bénéficiant énormément des bonnes traditions littéraires de son environnement et s'appuyant sur l'héritage de ses prédécesseurs, Fizuli devient la principale figure littéraire de sa société. Ses principaux travaux comprennent The Divan of Ghazals et The Qasidas.
Au XVIe siècle, la littérature azerbaïdjanaise se développe avec les Ashik (Azerbaïdjan : ASIQ) genre poétique de bardes. Au cours de la même période, sous le nom de pénitence de Khatāī (Arabe : خطائی pour pécheur), Shah Ismail écrit environ 1 400 versets en Azerbaïdjan, ensuite publiés comme son Divan. Un style littéraire unique connu sous le nom de qoshma (Azerbaïdjanais : qoşma pour l'improvisation) est alors développé, particulièrement par Shah Ismail (Ismail Ier) et plus tard par son fils et successeur, Shah Tahmasp Ier.
Aux XVIIe siècle et XVIIIe siècle, les genres uniques de fizouli et ashik sont sollicités par les poètes éminents et des écrivains comme Qovsi Tabrizi, Shah Abbas Sani (Abbas II), Agha Mesih Shirvani, Nishat, Molla Vali Vidadi, Molla Panah Vagif, Amani, Zafar et autres.
Tout comme les Turcs d'Anatolie, Turkmènes et Ouzbeks, les Azerbaïdjanais célèbrent l'épopée de Köroğlu (de l'Azerbaïdjan : kor oğlu pour le fils de l'homme aveugle), héros légendaire et noble bandit façon Robin des bois. Plusieurs versions documentées de l'épopée de Köroğlu sont déposées à l'Institut des Manuscrits de l'Académie nationale des sciences de la république d'Azerbaïdjan.

## Période soviétique de la littérature d'Azerbaïdjan
Sous la domination soviétique, en particulier à l'époque de Joseph Staline, les écrivains azerbaïdjanais qui ne se conforment pas à la ligne du parti sont persécutés. Les Bolcheviks ont cherché à détruire l'élite intellectuelle nationaliste établie au cours de la courte durée république démocratique d'Azerbaïdjan et dans les années 1930, beaucoup se transforment en porte-parole de la propagande soviétique.
Parmi ceux qui n'ont pas suivi la ligne officielle du parti dans leurs écrits, on note : Mahammad Hadi, Abbas Sahhat, Huseyn Djavid, Abdulla Shaig, Djafar Djabbarly et Mikayil Mushfig. Dans leur recherche d'un moyen de résistance, ils se sont tournés vers les méthodes clandestines du soufisme, qui enseigne la discipline spirituelle comme manière de combattre la tentation.

## Influence sur la littérature d'Azerbaïdjan
Les littératures perse et arabe ont fortement influencé la littérature azerbaïdjanaise, en particulier dans sa phase classique. Parmi les poètes en persan qui ont influencé la littérature azerbaïdjanaise, il faut citer Ferdowsi, Sanai, Hafiz, Nizami, Saadi, Attar et Rumi. La littérature arabe, en particulier le Coran et les paroles prophétiques, est une source de la littérature azerbaïdjanaise.

## La littérature moderne
- Lev Nussimbaum (1905-1942, Essad Bey)
- Samed Vurgun (1906-1956)
- Mikayil Mushfig (1908-1938)
- Akram Aylisli (1937-)
- Anar Rzayev (1938-)
- Rustam Ibragimbekov (1939-)
- Çingiz Abdullayev (1959-)

Rustam Ibragimbekov et l'auteur des romans policiers Chingiz Abdullayev sont des auteurs de l'Azerbaïdjan moderne.
La poésie est représentée par de célèbres poètes : Nariman Hasanzade, Khalil Rza, Sabir Novruz, Vagif Samadoglu, Nusrat Kesemenli, Ramiz Rovshan, Hameau Isakhanli, Zalimkhan Yakup, etc. Parmi les dramaturges azerbaïdjanais modernes, on retrouve : F. Goja, Elchin, K. Abdullah, A. Masud, G. Miralamov, E. Huseynbeyli, A. Ragimov, R. que akber, A. Amirley, et d'autres.
Le cadre de la nouvelle prose azerbaïdjanaise se développe par des éléments du roman policier (avec Djamchid Amirov notamment), de la fiction, de l'anti-utopie, de la mythologie turque, du surréalisme oriental. Parmi les écrivains de ces genres : Anar, M. Suleymanly, N. Rasulzadeh, R. Rahmanoglu.
Le nouveau réalisme azerbaïdjanais prend de l'ampleur lorsque les jeunes écrivains en prose s'adossent à la mémoire de l'histoire nationale et ethnique. Fort intéressants sont le roman de synthèse historique Le Treizième Apôtre, ou Cent Quarante-Première de Don Juan d'Elchin Huseynbeyli et les romans historiques Shah Abbas et Nadir de Yunus Oguz.
Après l'accession à l'indépendance de l'Azerbaïdjan, un rôle important est joué par les thématiques de la libération des territoires occupés, de l'amour de la Patrie et de la justice. Parmi les plus réputés, sur le Karabakh, Karabakh, montagnes, appelez-nous d'Elbrus Orujev, Le Journal d'Azerbaïdjan (A Rogue Reporter's Adventures), riche en pétrole, déchiré par la guerre, de l'après-république soviétique (Thomas Goltz), l'Histoire de l'Azerbaïdjan par les documents (Ziya Bunyadov). La guerre du Karabakh a laissé sa mauvaise impression dans la littérature moderne azerbaïdjanaise avec des auteurs comme G. Anargizy, M. Suleymanly, S. Rahimov, S. Ahmedli, V. Babally, K. Nezirli, A. Kuliev, A. Abbas, M. Bekirli, principalement tournés vers les thèmes du sort des réfugiés, de la nostalgie, pour la perte de Choucha, le massacre de Khojaly, la cruauté de la guerre…
Pour soutenir les jeunes écrivains, en 2009, la maison d'édition Ali et Nino a créé le National Book Award of Azerbaijan (Prix national du livre d'Azerbaïdjan), avec un jury comprenant des écrivains azerbaïdjanais connus, des personnalités culturelles, qui observe les nouveautés de la littérature et décerne des prix aux plus réussies des œuvres publiées au cours de la dernière année.

## Poésie
- Poésie en Azerbaïdjan (en)
- Sept Grands Poètes alévis (en)
- Poètes azéris
- Poètes de langue azerbaïdjanaise (en)
- Épopée de Koroghlou

## Théâtre
- Théâtre en Azerbaïdjan
- Théâtre azéri (rubriques)
- Théâtre national académique dramatique azerbaïdjanais
- Théâtre dramatique azerbaïdjanais d'Erevan
- Théâtre national des jeunes spectateurs d’Azerbaïdjan
- Journée nationale du théâtre en Azerbaïdjan (en) (le 10 mars)

## Écrivains
- Écrivains azéri
- Poètes azéri
- Liste d'écrivains azerbaïdjanais (en)
- Union des écrivains d'Azerbaïdjan

## Œuvres
- Romans azerbaïdjanais (en)

## Institutions
- Musées littéraires en Azerbaïdjan (en), dont :
  - Musée Nizami de la littérature d'Azerbaïdjan
- Encyclopédie soviétique azerbaïdjanaise (1976, puis mise à jour en 1987)
- Bibliothèques en Azerbaïdjan, Bibliothèque nationale d'Azerbaïdjan